# Moisés Navedo
Moisés Navedo (Vega Baja (Puerto Rico), 6 de julio de 1933-Ibidem, 25 de julio de 2013) fue un baloncestista puertorriqueño.

## Biografía
El mayor de tres hijos de Pepita y Moisés Navedo. Durante su niñez y juventud, era conocido en el pueblo como “Moisesito”. Se casó con Gladys Marrero y tuvo tres descendientes: Milagros, Lourdes y Jesús. En 1951 comenzó su carrera como baloncestista con los Capitanes de Arecibo, la cual continuó en forma ininterrumpida hasta el 1963 cuando se retira del Baloncesto Superior.
Antes de su paso por el Baloncesto Superior de Puerto Rico, en su adolescencia se destacaba en la pértiga, boxeo, béisbol y voleibol. Sin embargo, era el deporte del balón y el aro el que le atraía. En 1948, fue el Jugador de Más Progreso y Novato del Año en una liga de adultos en Vega Baja. Un año después, jugó Tercera Categoría y en la Liga Atlética de Vega Baja, donde su equipo fue semifinalista. En el 1950 jugó Segunda Categoría, donde llegó nuevamente a semifinales, y participó en Primera Categoría el año siguiente. En 1951, a los 18 años, trabajó a tiempo parcial de portero en el Teatro América de su pueblo mientras estudiaba, cuando José Nicolás Palmer lo llevó a Quebradillas para observarlo. Hay Sisserman, un árbitro norteamericano que vino a la Liga de Baloncesto y lo había visto jugar en los distintos torneos de categorías menores, lo recomendó a los entonces coapoderados Pablo (Pavi) Méndez y Luis Birriel Olmo para que integrara al equipo de los Capitanes. En su año de novato, participó en nueve juegos, y coincidió con la inauguración del Parque Luis Rodríguez Olmo, donde los Capitanes se mudaron para jugar en un tablero al aire libre. Utilizó inicialmente el #18 y después el #13.
Con 6’ 3” de estatura, su posición era de pivote al ser relativamente alto para la época. Era conocido como ‘El Gran Mo’ y el narrador Manuel Rivera Morales lo había bautizado como: “El católico, apostólico y romano”, pues siempre se persignaba antes de ejecutar tiros libres. Era rápido, y progresaba en su posición hasta que en 1959 fue movido a delantero fuerte con la llegada al equipo del centro William (Bill) McCadney. Moisés fue parte de ese equipo que ganó 18 juegos consecutivos ese año, al terminar con balance de 20-1 en serie regular y 27-3 en el año. Fue el undécimo mejor anotador de la Liga, con 286 puntos (13.6 Ppj.)
El miércoles 19 de agosto de 1959, Arecibo derrotó a Río Piedras, 76- 59, para conquistar su primer campeonato del Baloncesto Superior. Posteriormente, viajó junto al equipo a un torneo cuadrangular en la Isla de Guadalupe donde terminaron invictos. Ese año, Navedo representó a Puerto Rico en los Juegos Centroamericanos y del Caribe celebrados en Caracas, donde anotó los últimos siete puntos de Puerto Rico en la victoria que le dio la medalla de plata nuestro País. También dijo presente en los Panamericanos de Chicago, donde también consiguió medalla de plata. Además, integró el equipo subcampeón de Puerto Rico en 1961. El entrenador Ches Stevens de Islas Vírgenes Americanas, buscaba talento en Puerto Rico con miras a reforzar equipos en su territorio (recomendado por Fufi Santori). Sin embargo, al no poder hacerlo como nativo, hicieron los arreglos para que fuera refuerzo bajo el nombre de PJ González. Moisés se mudó para St. Thomas para jugar con el equipo Sparky’s Vikings. Allí jugó del 1964 al 1965 como refuerzo y desde 1966 al 1969 bajo su propio nombre al ser residente. En 1965, aún como PJ González, fue a los Centroamericanos en Méjico en representación de las Islas Vírgenes. En 1966, Emilio Vergne no le permitió jugar por las Islas en los Centroamericanos de San Juan, al aducir que todavía ostentaba la ciudadanía deportiva de Puerto Rico.
El último año de su carrera fue en 1969, a causa de una lesión en un codo. En la temporada de 1974-75, junto a Edwin (Güino) Figueroa, fungió como asistente de McCadney en los Capitanes. En 1976, por iniciativa del alcalde Luis Meléndez Cano, se bautizó la cancha de Vega Baja con su nombre y en 2011, en una emotiva ceremonia, recibió su sortija de campeonato, como parte de la entrega que se hizo a los componentes del equipo de 1959.
Falleció el 25 de julio de 2013 en su pueblo natal Vega Baja.